# تپلک سیه‌فام
تپلک سیه‌فام (نام علمی: Scytalopus latrans) گونه‌ای پرنده از تیرهٔ تپلکان (Rhinocryptidae) است که در کلمبیا، اکوادور، پرو و ونزوئلا یافت می‌شود.